# Rol de les deesses en la mitologia egípcia
Les deesses en la mitologia egípcia tenien un paper essencial en la religió i la vida quotidiana. Representaven aspectes com la fertilitat, la maternitat, l'amor, la guerra i l'ordre còsmic. Figures destacades com Isis, Hathor i Maat eren invocades per garantir l'equilibri i la prosperitat, i les seves influències es reflectien tant en els mites com en les pràctiques religioses de l'antic Egipte.

## Principals deesses
- Isis: Deessa de la màgia, la maternitat i la protecció, era considerada una de les divinitats més poderoses i venerades. Era la dona d'Osiris i la mare d'Horus, i va tenir un paper clau en el mite de la mort i resurrecció d'Osiris. Isis era una protectora dels faraons i una guia en la transició a la vida després de la mort.
- Hathor: Associada amb l'amor, la bellesa, la música i la dansa, Hathor era una deessa molt estimada. També era una deessa protectora de les dones i els nens, i sovint se la representava com una vaca o amb banyes de vaca. Com a deessa del cel i de la fertilitat, ajudava els difunts en el seu pas a l'altre món.
- Sekhmet: Deessa de la guerra i de la destrucció, representada amb cap de lleona, Sekhmet simbolitzava la fúria del sol i podia provocar plagues i malalties, però també era capaç de curar. La seva dualitat la feia una figura temuda però també venerada per la seva capacitat de protecció.
- Nut: Deessa del cel, era la mare de diverses divinitats importants, com Osiris, Isis, Seth i Neftis. Nut estava relacionada amb la mort i la resurrecció, ja que se la considerava la protectora dels difunts, acollint-los al cel.
- Neftis: Germana d’Isis i esposa de Seth, era una deessa de la foscor i de la protecció en el món dels morts. Tot i estar associada amb la mort i la tristesa, també era protectora dels morts i col·laborava amb Isis en els ritus funeraris.
- Mut: Una deessa mare, associada amb la protecció i la força. Solia ser representada com una mare protectora que cuidava el poble egipci i el faraó.

## Funcions i símbols
Les deesses egípcies sovint estaven associades a funcions específiques que reflectien les necessitats i les preocupacions del poble egipci:
- Fertilitat i maternitat: Deesses com Isis i Hathor simbolitzaven la maternitat i la fertilitat. Representaven la protecció de la família, l'amor i la reproducció. Hathor, per exemple, era la deessa dels naixements i sovint es pregava a ella per la protecció de les mares i els nadons.
- Protecció i guerra: Figures com Sekhmet i Neit eren deesses de la guerra, responsables de protegir el faraó i el seu poble en temps de conflicte. Sekhmet, amb la seva força destructiva, també era considerada una protectora contra les forces malignes.
- Màgia i saviesa: Isis, la deessa de la màgia, era un símbol de saviesa i coneixement esotèric. Es creia que dominava la màgia més poderosa i utilitzava el seu saber per protegir la seva família i per a la curació.
- Mort i renaixement: Les deesses associades amb el món dels morts, com Neftis i Nut, jugaven un paper clau en els rituals funeraris i en la protecció dels difunts. Nut, com a deessa del cel, era vista com l'acollidora dels morts, mentre que Neftis ajudava a guiar-los a la vida després de la mort.

Els símbols associats a les deesses també tenien un gran significat. Per exemple, Isis sovint es representa amb un tron o amb ales desplegades, simbolitzant protecció i maternitat i Hathor té banyes de vaca, que representen la fertilitat i el vincle amb el cel.